# Aeroflot-Flug U-505
Am Morgen des 16. Januar 1987 verunglückte eine Jakowlew Jak-40 auf dem Passagierflug Aeroflot-Flug U-505 nach Shahrisabz, auf dem auch Post und Fracht befördert wurde, kurz nach dem Start in Taschkent, wobei alle 9 Insassen starben.

## Flugzeug und Besatzung
Das Flugzeug war eine Jakowlew Jak-40 (Luftfahrzeugkennzeichen CCCP-87618, Werknummer:9131918), die mit 3 Mantelstromtriebwerken des Typs Iwtschenko AI-25 ausgestattet war und vom 22. Juli 1971 bis zum Unfall 17.132 Flugstunden und 20.927 Flugzyklen absolviert hatte.
Die Besatzung bestand aus Flugkapitän T. Junusbekow, dem Ersten Offizier W. A. Strunin, dem Flugingenieur R. F. Dawidow und der Flugbegleiterin T.A. Kulikowa.

## Verlauf
Alle Zeiten entsprechen der Ortszeit.
Aufgrund der schlechten Organisation der Abläufe am Flughafen Taschkent wurde die Jak-40 erst um 6:00 Uhr mit Post beladen, während sie eigentlich um 5:55 Uhr bereits hätte starten müssen. Deswegen führten die Piloten die Startvorbereitung statt der mindestens geforderten 5 Minuten in nur 1 min 28 s durch. Dabei bewegten sie das Steuerhorn, lenkten es aber entgegen der Vorschriften nicht voll aus. Um 6:09:47 Uhr baten sie darum, über die Rollbahn Nr. 2 auf die Startbahn zu rollen und von dort aus zu starten. Dorthin gerollt, gaben sie um 6:10:24 Uhr Startschub, ohne vorher vorschriftsgemäß kurz zu stoppen. Um 6:10:53 Uhr erreichte die Jak-40 eine Geschwindigkeit von 180 km/h und hob auf Kurs 77° (Osten) nach 2.250 m Startstrecke bei 195 km/h ab. Um 6:11:04 Uhr, fünfeinhalb Sekunden nach dem Einfahren des Fahrwerks, rollte in 15–20 m Höhe das Flugzeug mit 18–20°/s nach links. Trotz Gegensteuerns mit den Querrudern streifte die linke Tragfläche den Boden um 6:11:10 Uhr, worauf fünf Sekunden später der Aufschlag mit 250 km/h folgte. Das Trümmerfeld war 244 m lang und 67 m breit.

## Ursache
Da kein Stimmenrekorder an Bord war, war es schwieriger zu ermitteln, wer das Flugzeug flog und inwieweit die Checkliste bearbeitet wurde. Das Höhenleitwerk war mit −4,5° korrekt eingestellt und anhand der Obduktion am Kopiloten Strunin wurde festgestellt, dass er während der letzten Sekunden das Steuerhorn bewegt haben muss. Jedenfalls war er nicht angeschnallt, ebenso wenig wie Flugingenieur Dawidow. Ob Kapitän Junusbekow angeschnallt war, konnte nicht geklärt werden.
Die vom Flugdatenschreiber aufgezeichnete schnelle Rollbewegung, deren plötzliches Eintreten, und die verfälschten Geschwindigkeitsmessungen ließen darauf schließen, dass die Jak-40 von einer Wirbelschleppe einer ihr vorausfliegenden Iljuschin Il-76 (CCCP-76482), die 1 min 15 s vor ihr startete, erfasst wurde.
Es gab vom sowjetischen Luftfahrtministerium keine vorgeschriebenen Mindestzeiten, um solchen Unfällen entgegenzuwirken. Am Flughafen Taschkent galt ein zeitlicher Mindestabstand von 1 min einzuhalten, unabhängig vom Flugzeugtyp.